# Мацейків Галина Василівна
Галина Василівна Мацейків (нар. 13 серпня 1949, с. Волиця, нині Україна) — українська журналістка, публіцистка. Членкиня Національної спілки журналістів України (1999). Заслужений журналіст України (2000). Золоте перо Тернопілля (2019).

## Життєпис
Галина Мацейків народилася 13 серпня 1949 року в селі Волиця Лановецького району Тернопільської області України.
Закінчила Чортківське педагогічне училище (1968), факультет журналістики Львівського університету (1975). Працювала редактором Лановецького районного радіомовлення (1975—1986), інструктором Тернопільського райкому КПУ (1986—1988), редактором тернопільської районної газети «Подільське слово» (1988—2004), від 1991 — авторка і ведуча програми «Погляд зблизька» на TV-4 (з 2005 — редакторка цієї студії).